# Tobias Lietz
Tobias Lietz (* 1987) ist ein ehemaliger deutscher Hockeyspieler.

## Werdegang
Lietz’ Mutter gewann als Hockeyspielerin 1984 die Silbermedaille bei den Olympischen Sommerspielen, sein Vater war Handballspieler, gewann als solcher die Weltmeisterschaft im Feldhandball.
Er spielte für den RTHC Bayer Leverkusen, 2007 wechselte er zum Harvestehuder THC nach Hamburg. Mit dem HTHC gewann er 2013 und 2015 die deutsche Hallenmeisterschaft, 2014 holte er mit dem Verein die deutsche Meisterschaft im Feldhockey. Auf europäischer Ebene feierte Lietz folgende Erfolge:
- 2014: Sieg im Europapokal der Landesmeister (Halle) sowie Sieg in der Euro-Hockey-League (Feld)
- 2016: Sieg im Europapokal der Landesmeister (Halle)[2]

### Nationalmannschaft
2008 gewann er mit der deutschen U21-Nationalmannschaft Bronze bei der Europameisterschaft dieser Altersklasse. Der 1,75 Meter große Stürmer bestritt im August 2005 sein erstes A-Länderspiel, er kam insgesamt auf 47 Einsätze. 2012 wurde Lietz in Leipzig sowie 2016 in Prag jeweils Halleneuropameister. Bei der Hallenweltmeisterschaft 2015 belegte er mit der deutschen Mannschaft den dritten Platz.

## Sonstiges
Lietz erlangte Hochschulabschlüsse in den Fächern Betriebswirtschaftslehre und Sportmanagement. Während seiner Spielerzeit betätigte er sich auch als Trainer, betreute ein Jahr die Frauen des Harvestehuder THC und vier Jahre die zweite Herrenmannschaft. Er wurde 2017 beim Hamburger SV als Leistungssportkoordinator tätig. Als Trainer führte er den schwedischen Verein Partille SC im Jahr 2019 zum Gewinn des Halleneuropapokals der Landesmeister. Mitte Juli 2022 trat Lietz beim Harvestehuder THC das Amt des Hockeysportdirektors an.